# 岡山県高梁市立松山高等学校
岡山県高梁市立松山高等学校（おかやまけんたかはししりつまつやまこうとうがっこう）は、岡山県高梁市原田北町にある高梁市立高等学校で、夜間部のみの定時制高等学校である。校舎は岡山県立高梁城南高等学校と共有している。

## 概観

### 建学の精神
自ら求めて学ぶ

### 教育方針
働きながら学ぶことの出来る夜間定時制高校としての特性を生かし、生徒、保護者、地域社会から信頼される学舎として、自ら求めて学ぶ人物の育成に努める。

### 教育目標
- 地域社会への貢献と協働の精神の育成
- 豊かな知性と情操に基づく文化的創造力の育成
- 勤労を尊び、責任を重んじる職業観・勤労観の育成

### 学校経営目標

#### 基礎学力の定着
- 個々の生徒の実情に合わせて、基礎学力の定着及び応用力の伸長を図る。
- 「少人数教育の特性を生かし、わかる授業」を展開し、生徒のやる気を引き出す。
- 求める学力の到達目標を明確にして、生徒の学力の確実な向上を図る。

#### キャリア教育の推進
- 自己実現力の育成と進路意識の高揚
- ハローワーク等との連携を進め、勤労観・就労観の高揚
- 進路希望を実現させるために進路指導体制の充実

#### 生きる力の育成
- 健全な心の育成と危機管理意識の高揚
- 規範意識、仲間との連帯意識、自己肯定感を育てる教育活動
- 生徒会、ボランティア、部活動等の活性化を通じて協調性や思いやりのある集団づくり
- 保護者や関係機関との連携
- 教育相談体制の充実

#### 連携と発信
- 学校情報の積極的な公開
- 地域や関係機関との連携推進

#### 教職員の資質向上と組織の活性化
- 校内外の研修などを通して個々のスキルアップに努める。
- ほうれんそうを徹底し、情報・課題の共有化を図り、フットワークの軽い組織とし、松山高校のチーム力向上を図る。

## 沿革

### 略歴
高梁市立松山高等学校は、岡山県立高梁第二高等学校（現：高梁高校）の夜間部として設立された。その後、松山高等学校の夜間部として存在したが、1966年に昼間部の県立移管（岡山県立高梁工業高等学校 → 岡山県立高梁城南高等学校）に伴い、高梁市立松山高等学校として夜間定時制単独校として独立した。現在、岡山県北部の夜間定時制高校として夜間高校の特性を生かしながら健全な若者の育成に誠心誠意取り組んでいる。

### 年表
- 1949年4月1日 - 岡山県立高梁第二高等学校に夜間部設置を岡山県教育委員会に申請する。
- 1949年4月20日 - 岡山県立高梁第二高等学校に夜間部設置が認可される。
- 1949年8月31日 - 岡山県立高梁高等学校夜間部と改称する。
- 1953年4月1日 - 岡山県松山高等学校と改称する。
- 1954年5月1日 - 高梁市昭和町高等学校組合立となる。
- 1955年9月11日 - 岡山県松山高等学校の校歌が制定される。
- 1966年3月31日 - 岡山県松山高等学校として定時制単独校となる。
- 1972年3月31日 - 高梁市立岡山県松山高等学校と改称する。
- 1980年4月1日 - 岡山県高梁市立松山高等学校と改称する。
- 2008年 - 応援旗「希望の翼」製作

## 基礎データ

### 所在地
- 岡山県高梁市原田北町1216-1

### アクセス
- JR西日本伯備線備中高梁駅より徒歩5分

## 学校行事
新入生歓迎会、開校記念行事、球技大会、生活体験発表会、学校祭（文化の部、体育の部）、校外学習、４年生を囲む会、修学旅行（隔年）などがある。

## 高校関係者
- 水野晴郎（卒業生）